# Charles Logg
Charles „Charlie“ Paul Logg (* 24. Februar 1931 in Princeton, New Jersey) ist ein ehemaliger US-amerikanischer Ruderer und Olympiasieger.
Logg begann als Student der Rutgers University in New Brunswick, New Jersey, mit dem Rudersport. 1952 bildete er mit Thomas Price einen Zweier ohne Steuermann, drei Monate später traten die beiden bei den Olympischen Spielen 1952 in Helsinki an. Im ersten Vorlauf erreichten die beiden Amerikaner als Vierte und letzte das Ziel hinter den Schweizern, Briten und Belgiern. Offenbar waren die Vorläufe nicht gleich stark besetzt, denn die Schweizer und die Briten erreichten das Finale als Sieger der Halbfinales, während die Belgier und die Amerikaner je zwei Hoffnungsläufe gewannen und sich ebenfalls für das Finale qualifizierten. Die Franzosen stellten im Finale das einzige Boot, das nicht im ersten Vorlauf angetreten war; sie belegten im Finale den fünften Platz. Die Goldmedaille gewannen die beiden amerikanischen Junioren vor den Belgiern, Schweizern und Briten.
Logg und Price gewannen auch den Titel bei den Panamerikanischen Spielen 1955. 1956 konnten sich die beiden bei den US-Trials nicht gegen James Fifer und Duvall Hecht durchsetzen, die ihre Nachfolger als Olympiasieger im Zweier wurden.
Logg war sechs Jahre bei der US Army und ging dann in die Hubschrauberindustrie. 1971 ließ er sich als Farmer in Florida nieder.